# Turrispira
Turrispira es un género de foraminífero bentónico considerado homónimo posterior de Turrispira Conrad, 1866, y sustituido por Turrispiroides de la familia Pseudoammodiscidae, de la superfamilia Earlandioidea, del suborden Fusulinina y del orden Fusulinida. Su especie tipo era Turrispira mira. Su rango cronoestratigráfico abarca el Carbonífero medio.

## Discusión
Algunas clasificaciones más recientes incluirían Turrispira en la Superfamilia Pseudoammodiscoidea, el suborden Archaediscina, del orden Archaediscida, de la subclase Afusulinana y de la clase Fusulinata.

## Clasificación
Turrispira incluía a la siguiente especie:
- Turrispira mira †

Otra especie considerada en Turrispira es:
- Turrispira irregularis †, de posición genérica incierta